# Bradni mišić
Bradni mišić (lat. musculus mentalis) je paran, potkožni mišić glave. Mišić se nalazi na vrhu brade. Mišić inervira ogranak lat. plexus parotideus (pes anserinus major).

## Polazište i hvatište
Mišić polazi s donje čeljusti, prema dolje i hvata se za kožu brade. 